# گلو (مجموعه تلویزیونی)
گلُو (به انگلیسی: GLOW) مجموعه تلویزیونی اینترنتی کمدی آمریکایی به تهیه‌کنندگی لیز فلاهیو و کارلی منش است. داستان خیالی آن درباره شخصیت‌ها و گیمیک‌های دهه هشتاد میلادی در کشتی حرفه‌ای زنان در پروموشن گورجس لیدیز آو رسلینگ (یا گلُو) است که دیوید مک‌لین آن را بنا نهاد. فصل اول این مجموعه شامل ۱۰ قسمت است و در ۲۳ ژوئن ۲۰۱۷ از نت‌فلیکس پخش شد. در ۱۰ اوت ۲۰۱۷، نت‌فلیکس تصمیم به ساخت فصل دوم با ده قسمت گرفت که در تاریخ ۲۹ ژوئن ۲۰۱۸ پخش شد. همچنین ساخت فصل سوم این مجموعه در ۲۰ اوت ۲۰۱۸ تایید شد.

## خلاصه داستان
در لس آنجلس و در سال ۱۹۸۵، روث وایلدر که بازیگری با مشکلات زیاد است، به همراه تعدادی دیگر از زنان تصمیم به تست‌دادن در یک پروموشن نوپای کشتی حرفه‌ای با نام گورجس لیدیز آو رسلینگ (GLOW) می‌گیرد. او با کارگردان این پروموشن یعنی سَم سیلویا مشکل دارد چون زیادی در حرکاتش بزرگنمایی می‌کند. روث، با شوهر دوست سابق خود یعنی دِبی ایگن که یک بازیگر سریال‌های آبکی است رابطه نامشروع دارد؛ دِبی پس از اینکه به این قضیه پی می‌بَرد، وارد آنجا می‌شود تا با روث زد و خورد کند، این درگیری تبدیل به یک مبارزه می‌شود که می‌تواند سرنوشت روث را در کشتی حرفه‌ای تغییر دهد.